# Marko Kitti
Marko Kitti, född 11 juli 1970 i Åbo, är en finländsk författare.
Kitti har skrivit målmedvetet sedan 1992. Efter avbrutna gymnasiestudier har han arbetat som bl.a. lagerbiträde, metallarbetare, städare, skolgångsbiträde, företagare inom tv-reklam och som grafisk planerare inom webbranschen.